# Aliança d'aerolínies

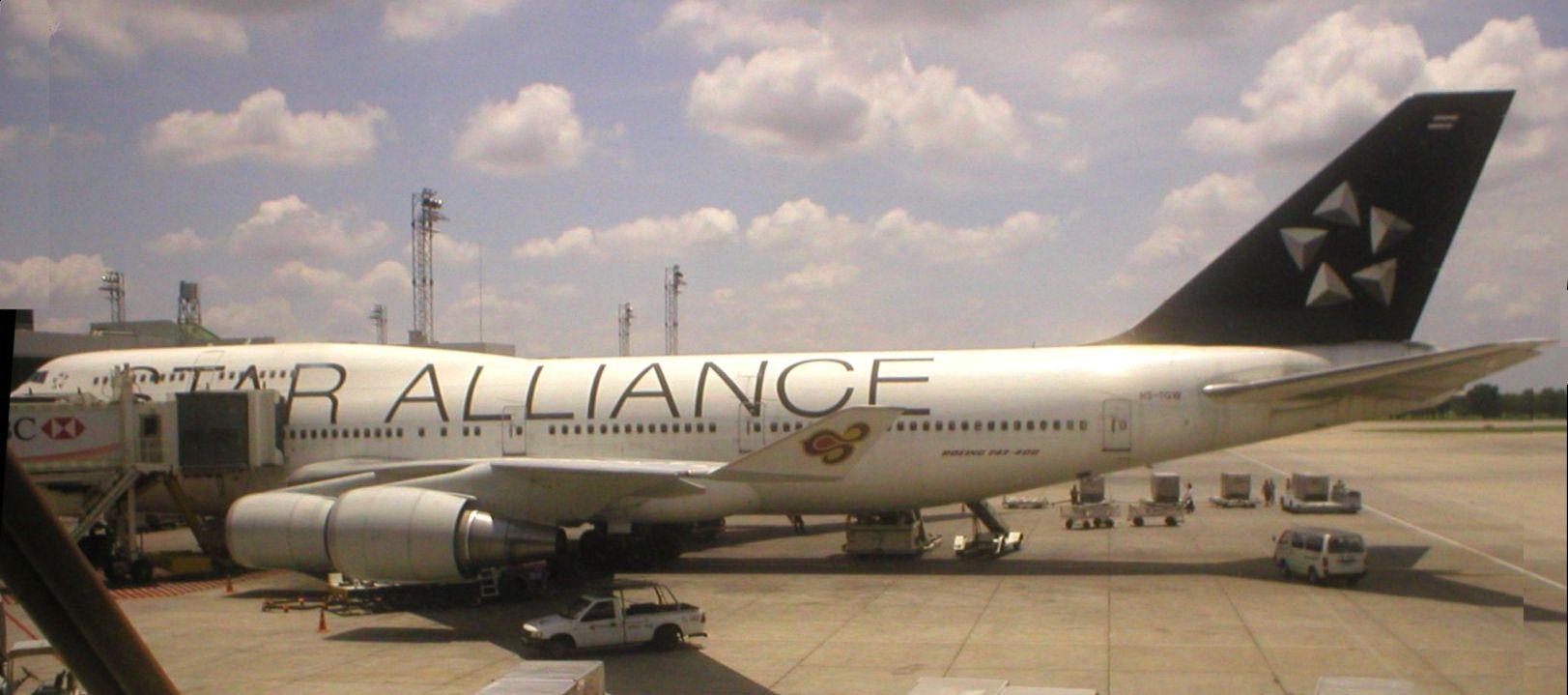
Un Boeing 747 de Thai Airways International amb els colors de la Star Alliance.

Una aliança d'aerolínies és un acord entre aerolínies per a col·laborar estretament amb l'objectiu de donar millor servei i optimitzar recursos. La col·laboració normalment inclou: coordinació d'horaris per a facilitar les connexions (sovint amb línies operades en codi compartit), integració dels plans de viatgers freqüents i de l'accés a sales, ús compartit de les oficines de bitllets, de sistemes informàtics, d'instal·lacions de formació de tripulants i de manteniment d'aeronaus. Una aliança pot oferir productes que una única aerolínia no podria, com ara bitllets de volta al món.
Les més importants que existeixen en l'actualitat són Star Alliance, SkyTeam i Oneworld.